# Broxtowe

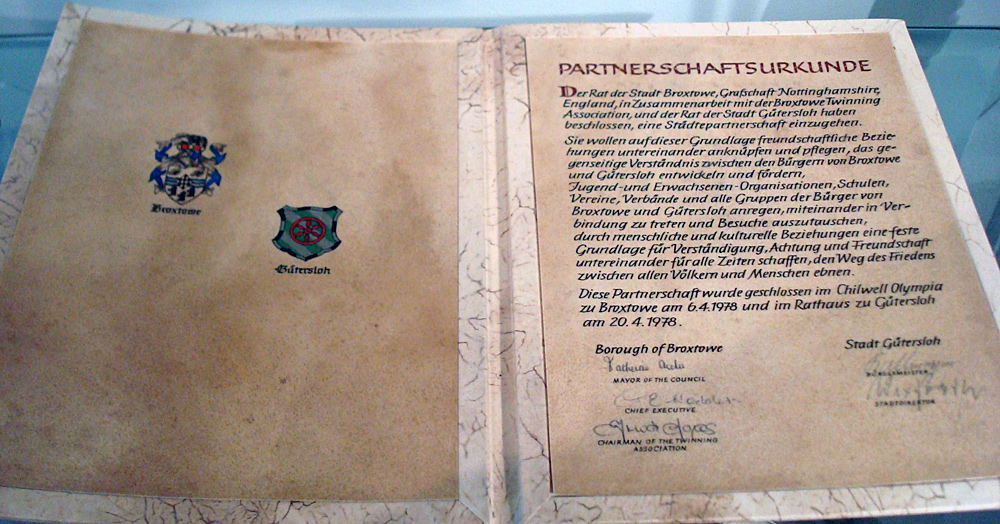
Partnerschaftsurkunde zur Städtepartnerschaft mit Gütersloh im Stadtmuseum Gütersloh

Broxtowe ist ein Verwaltungsbezirk mit dem Status eines Borough in der Grafschaft Nottinghamshire in England.
Verwaltungssitz ist die Stadt Beeston.
Weitere bedeutende Orte sind Awsworth, Eastwood, Kimberley, Nuthall, Stapleford und Toton. Weitere Siedlungen bestehen mit Attenborough, Bramcote, Brinsley, Chilwell, Cossall, Giltbrook, Greasley, Moorgreen, Newthorpe, Strelley, Swingate, Trowell und Watnall. Während es im angrenzenden Nottingham selbst ebenfalls einen Ortsteil namens Broxtowe gibt, liegt ein kleiner Teil des Nottinghamer Ortsteils Wollaton auf dem Gebiet des Boroughs Broxtowe.
Es besteht eine Städtepartnerschaft mit Gütersloh in Deutschland.
Der Bezirk wurde am 1. April 1974 gebildet und entstand aus der Fusion der Urban Districts Beeston and Stapleford und Eastwood und eines Teils des Rural District Basford.
Koordinaten: 52° 57′ 0″ N, 1° 16′ 0″ W